# Psectrosciara californica
Psectrosciara californica är en tvåvingeart som först beskrevs av Cole 1912.  Psectrosciara californica ingår i släktet Psectrosciara och familjen dyngmyggor. Inga underarter finns listade i Catalogue of Life.